# آشاغی جوره‌لی
آشاغی جوره‌لی (به ترکی آذربایجانی: Aşağı Cürəli) یک منطقه مسکونی در جمهوری آذربایجان است که در شهرستان بیله‌سوار (جمهوری آذربایجان) واقع شده است. آشاغی جوره‌لی ۲۵۰۵ نفر جمعیت دارد.